# Hot Wheels: Burnin' Rubber
Hot Wheels: Burnin' Rubber (lanzado en Japón como Hot Wheels Advance) es un carreras de 2001 desarrollado por Altron y publicado por THQ para Game Boy Advance. El juego está basado en la serie de juguetes Hot Wheels.

## Jugabilidad
Hot Wheels: Burnin' Rubber se juega con una perspectiva en tercera persona situada detrás del vehículo del jugador. El juego presenta 25 vehículos jugables, cada uno basado en un auto de juguete Hot Wheels de 2000 y 2001. Cada vehículo está clasificado individualmente en categorías de aceleración, manejo y velocidad máxima. El jugador comienza con cinco vehículos, mientras que los otros 20 deben desbloquearse. El jugador puede ganar dinero durante las carreras. Entre carreras, el jugador puede usar el dinero para perfeccionar el vehículo elegido con mejoras como frenos, chips de computadora, motores, silenciadores, parte trasera, suspensión y neumáticos. El juego incluye 16 pistas de carreras ubicadas en varios lugares, incluida una playa, un desierto, un casino, un estanque, una mesa de comedor, un piano y un baño.
Hot Wheels: Burnin' Rubber incluye cuatro modos de juego. En el modo Gran Premio, el jugador debe avanzar a través de carreras ambientadas en cada una de las ubicaciones del juego. Durante este modo, se desbloquean nuevos vehículos y cursos para su uso en otros modos. En Cup Select, el jugador compite contra otros para ganar una copa de campeonato. En Free Race, el jugador puede conducir libremente por cualquier pista elegida. En Contrarreloj, el jugador debe superar ciertos límites de tiempo para tener la oportunidad de desbloquear nuevos vehículos. El progreso del jugador se guarda en la batería integrada del juego. El juego también incluye una opción para dos jugadores que requiere el Game Link Cable del sistema.

## Desarrollo
Hot Wheels: Burnin' Rubber fue desarrollado con una versión ligeramente modificada del motor de videojuego usado para GT Advance Championship Racing, que también fue publicado por THQ y desarrollado por Altron. La jugabilidad es similar a "GT Advance Championship Racing", aunque los desarrolladores agregaron más saltos de altura y atajos estilo arcade, así como una función de ahorro de batería. El juego se anunció en septiembre de 2001, cuando se envió a Nintendo para su aprobación.

## Lanzamiento
Hot Wheels: Burnin' Rubber fue lanzado en Norteamérica el 20 de noviembre de 2001, y posteriormente fue lanzado en Europa el 22 de febrero de 2002. En Japón, Altron publicó el juego el 19 de julio de 2002, con el título Hot Wheels Advance".

## Recepción
En el agregador de reseñas Metacritic, Hot Wheels: Burnin' Rubber tiene una puntuación del 66 por ciento, lo que indica "críticas mixtas o promedio".
Craig Harris de IGN calificó el juego con un 8 sobre 10 y elogió el uso de una función de ahorro de batería, que faltaba en GT Advance. Harris escribió que Hot Wheels: Burnin' Rubber "es, esencialmente, la 'disculpa' de THQ por lo que hizo con GT Advance. Hot Wheels: Burnin' Rubber es, en esencia, GT Advance con vehículos Hot Wheels en lugar de automóviles con licencia y lugares de fantasía en lugar de pistas del mundo real". Harris señaló que el juego tenía el mismo "excelente y estricto control de deslizamiento y manejo de la jugabilidad de GT Advance, y dijo que su "única queja real sobre este juego es su interfaz más descuidada, en comparación con "GT Advance".
Patricia Wiley de GameZone también calificó el juego con un 8 sobre 10 y elogió la gran selección de vehículos y pistas de carreras, pero señaló que ciertos recorridos eran "frustrantemente difíciles". Wiley también elogió la calidad de las canciones de fondo y los efectos de sonido del juego, pero consideró que varios de ellos eran iguales. Nintendo Power calificó el juego con un 2,5 sobre 5 y destacó la gran diversidad de niveles y vehículos desbloqueables. AllGame le dio al juego dos estrellas y media de cinco.